# Золотопотокский поселковый совет
Золотопотокский поселковый совет (укр. Золотопотіцька селищна рада) — входит в состав
Бучачского района
Тернопольской области
Украины.
Административный центр поселкового совета находится в 
пгт Золотой Поток.

## История
- 1984 — дата образования.

## Населённые пункты совета
- пгт Золотой Поток
- с. Рублин